# A 100 legnagyobb brit

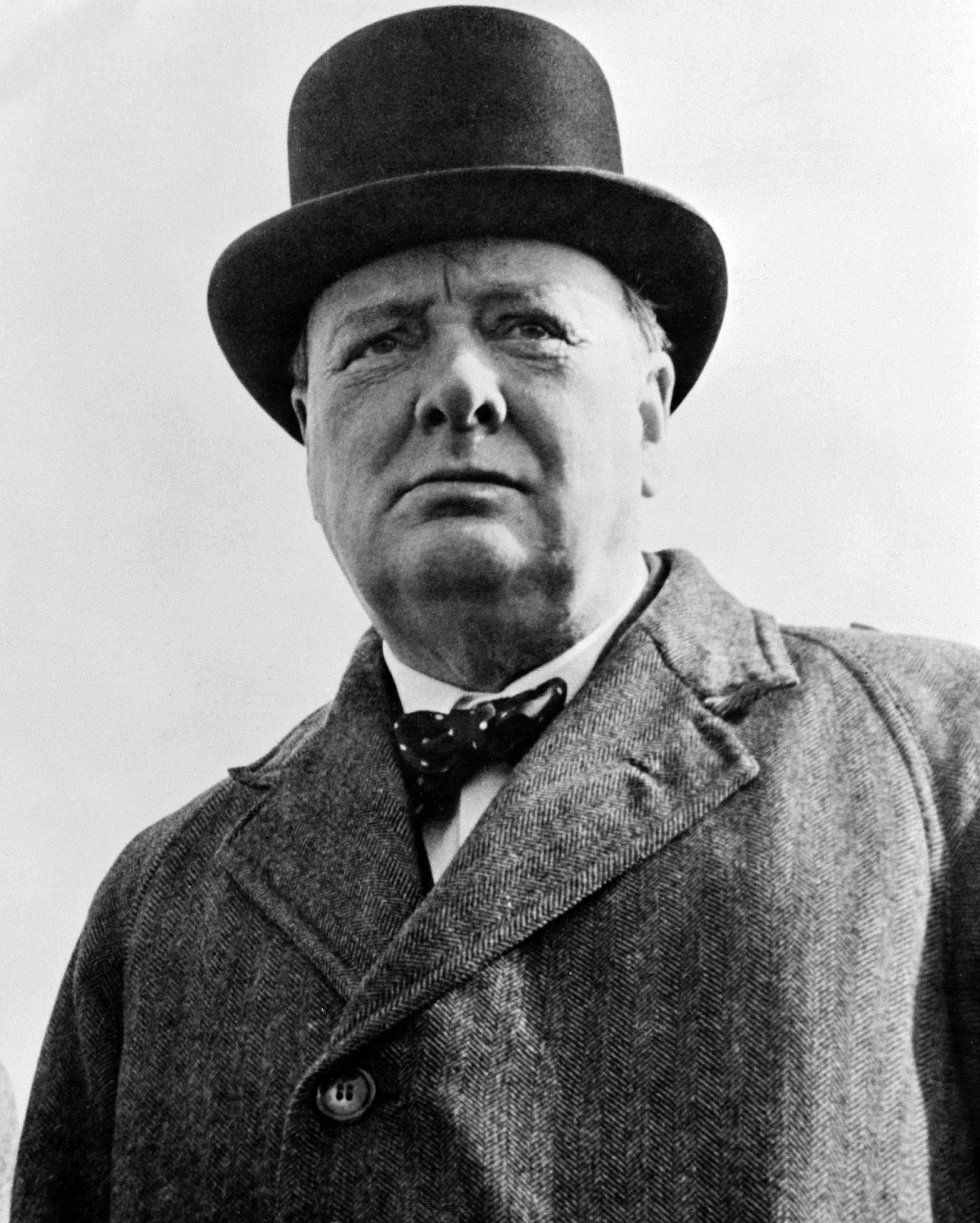
1.: Winston Churchill

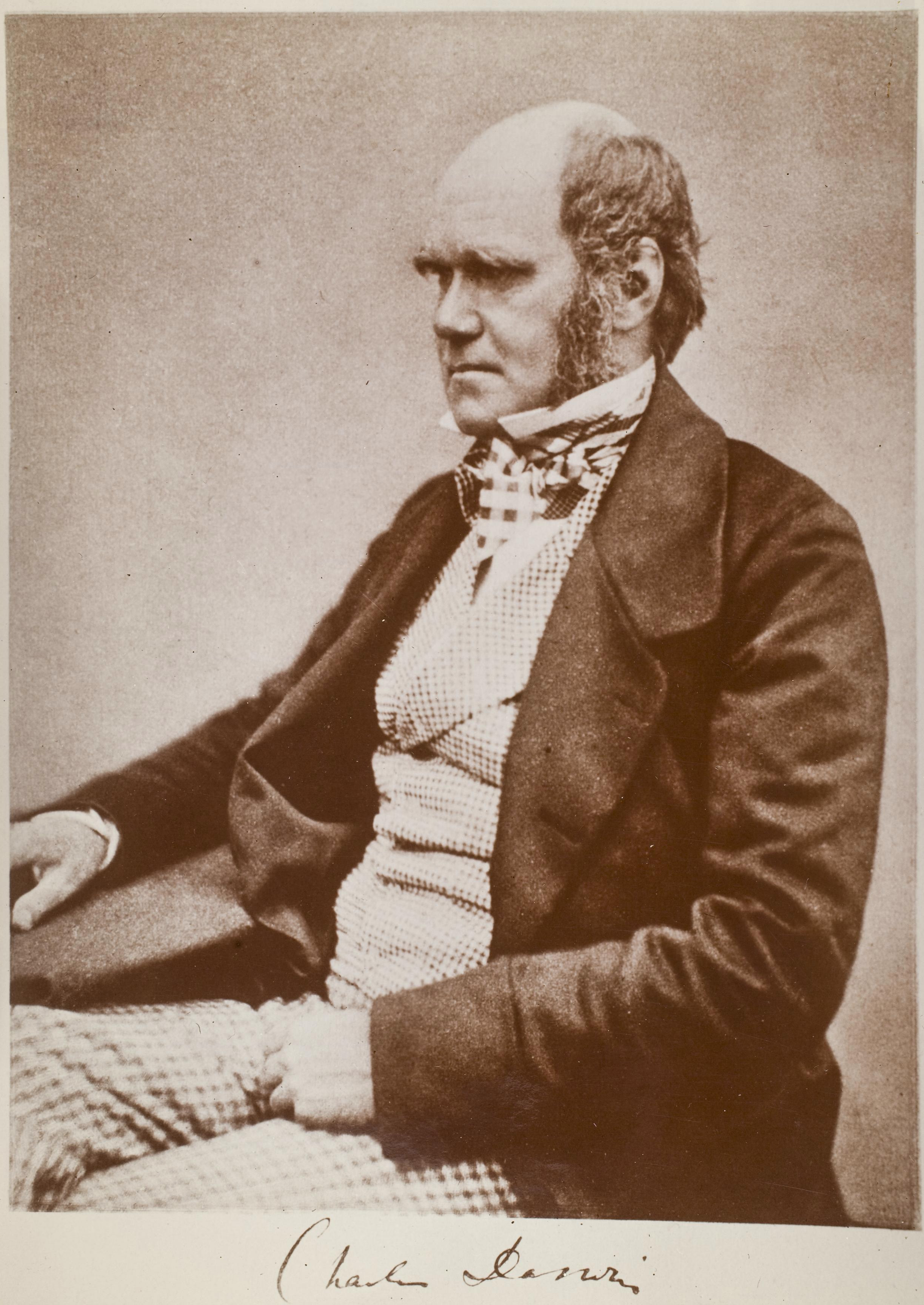
4.: Charles Darwin

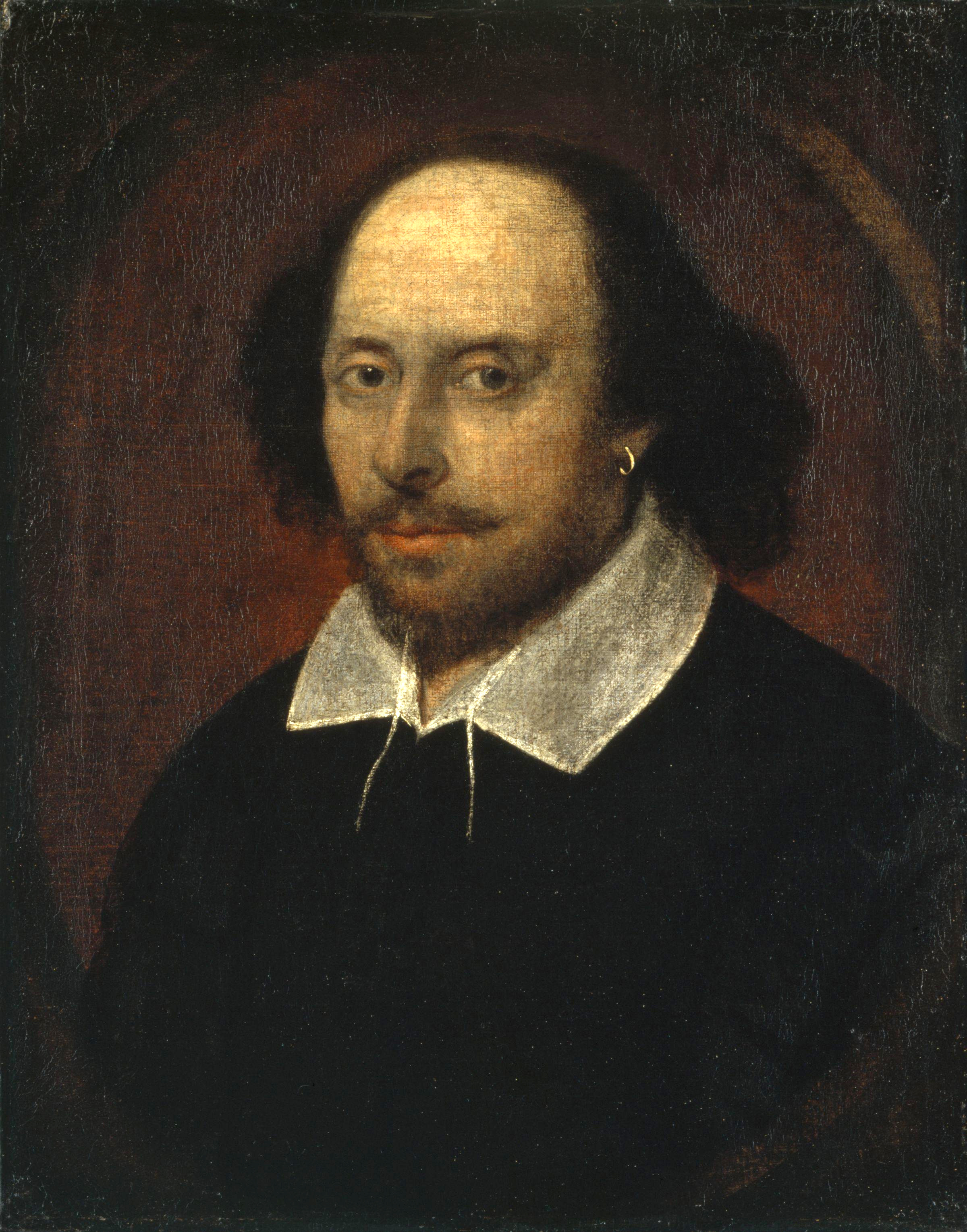
5.: William Shakespeare

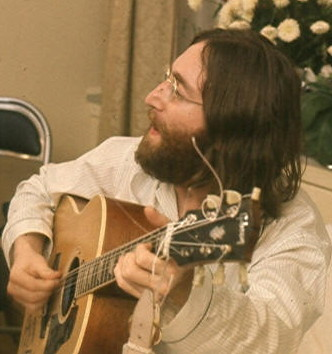
8.: John Lennon

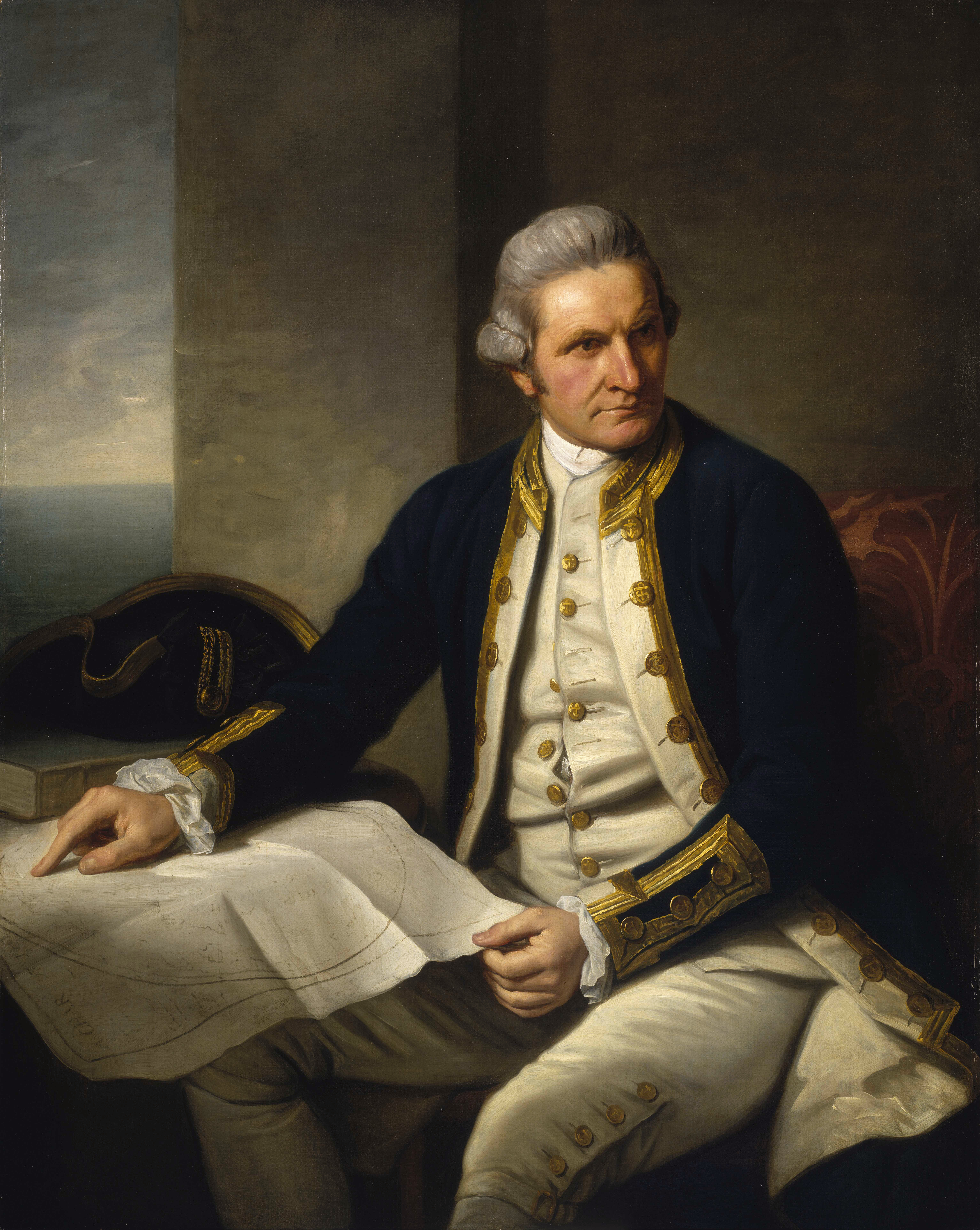
12.: James Cook

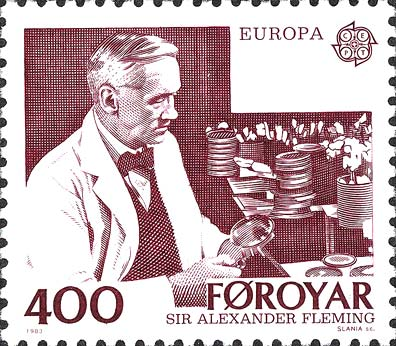
20.: Alexander Fleming

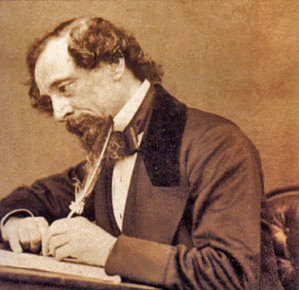
41.: Charles Dickens

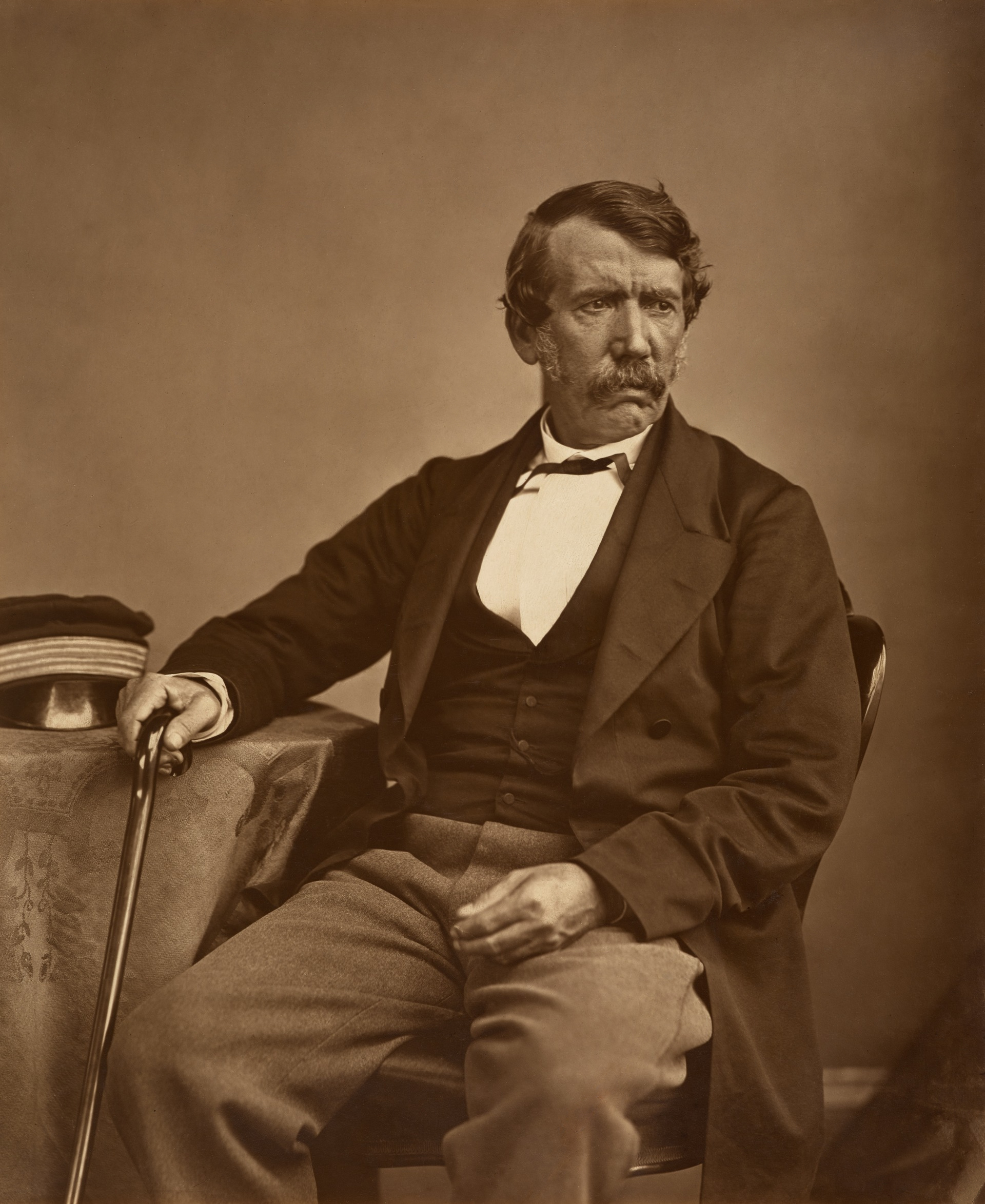
98.: David Livingstone

A 100 legnagyobb brit (angolul: 100 Greatest Britons) a BBC csatorna 2002-es televíziós sorozata. A lista egy szavazás alapján készült el, amelyben meg kellett határozni, ki a legnagyobb személyiség a brit történelemben.

## A lista
1. Winston Churchill (1874-1965)  politikus, miniszterelnök 1940–1945 és 1951–1955 között
2. Isambard Kingdom Brunel (1806–1859) mérnök, a Nagy Nyugati Vasutak megalkotója
3. Diána walesi hercegné (1961–1997) Károly walesi herceg, brit trónörökös első felesége
4. Charles Darwin  (1809–1882)  természettudós, az evolúcióelmélet kidolgozója
5. William Shakespeare (1564-1616) drámaíró, költő, színész
6. Sir Isaac Newton (1643–1727) fizikus, matematikus, csillagász, filozófus és alkimista; a modern történelem egyik kiemelkedő tudósa
7. I. Erzsébet királynő (1533–1603), az újkori Anglia egyik legnagyobb uralkodója
8. John Lennon (1940–1980) a 20. század egyik legnagyobb hatású énekese, zeneszerzője, költője és a The Beatles gitárosa
9. Horatio Nelson (1758–1805) altengernagy, a Földközi-tengeri brit flotta parancsnoka, a Bath-rend lovagja, a napóleoni háborúk során több fontos tengeri ütközet, köztük a döntő jelentőségű trafalgari csata győztese
10. Oliver Cromwell (1599–1658) hadvezér és államférfi
11. Ernest Shackleton (1874–1922) sarkkutató
12. James Cook (1728–1779)  felfedező
13. Robert Baden-Powell (1857–1941) a brit hadsereg altábornagya, író és a cserkészet megalapítója
14. (Nagy) Alfréd wessexi király (849?–899)  Wessex déli angolszász királyságának uralkodója
15. Arthur Wellesley (1769–1852) Wellington első hercege, ír származású tábornagy, az egyik legjelentősebb brit katonai vezető a napóleoni háborúkban, később az Egyesült Királyság külügyminisztere és miniszterelnöke
16. Margaret Thatcher (1925–2013) konzervatív politikus,  a Konzervatív Párt vezetője, az Egyesült Királyság volt miniszterelnöke, egyben az eddigi egyetlen nő, aki ezen tisztségeket betöltötte
17. Michael Crawford (1942–) színész, énekes
18. Viktória királynő (1819–1901) Nagy-Britannia és Írország királynője, India császárnője
19. Sir Paul McCartney (1942–) zenész, zeneszerző és producer
20. Sir Alexander Fleming (1881–1955) orvos, bakteriológus
21. Alan Turing (1912–1954) matematikus
22. Michael Faraday (1791–1867)  fizikus, kémikus, az elektrotechnika nagy alakja, magát természetfilozófusnak tartotta
23. Owain Glyndŵr (1359–1416), Wales hercege
24. II. Erzsébet brit királynő (1926–2022) az Egyesült Királyság uralkodója, a Windsor-ház tagja
25. Stephen Hawking (1942–2018) vezető elméleti fizikus
26. William Tyndale (1494–1536), a 16. század legnevesebb angol bibliafordítója, az első nyomtatott angol nyelvű Újszövetség fordítója
27. Emmeline Pankhurst (1858–1928) politikai aktivista
28. William Wilberforce (1759–1833) humanitárius politikus
29. David Bowie (1947–2016) zenész, színész, zenei producer és zeneszerző
30. Guy Fawkes (1570–1606) katona, a katolicizmus pártfogója
31. báró Leonard Cheshire (1917–1992) pilóta
32. Eric Morecambe (1926–1984) komikus
33. David Beckham (1975–) labdarúgó
34. Thomas Paine (1737–1809) politikus, újságíró, esszéista, feltaláló
35. Boudica (?–60) a Délkelet-Britanniában élő brit kelta törzs, az icenusok királynője
36. Sir Steve Redgrave (1962–) olimpiai bajnok evezős
37. (Szent) Morus Tamás (1478–1535)  jogász, író, költő, államférfi
38. William Blake (1757–1827) költő, festő, grafikus és nyomdász
39. John Harrison (1693–1776) órakészítő
40. VIII. Henrik angol király (1491–1547)
41. Charles Dickens (1812–1870) író
42. Sir Frank Whittle (1907–1996) mérnök
43. John Peel (1939–2004) lemezlovas, rádióbemondó, újságíró
44. John Logie Baird (1888–1946) villamosmérnök, a televíziós műsorszórás egyik úttörője
45. Aneurin Bevan (1897–1960) politikus
46. Boy George (1961–) zenész
47. Sir Douglas Bader (1910–1982) II. világháborús pilóta
48. Sir William Wallace (1270 körül–1305) skót lovag
49. Sir Francis Drake (1540 körül–1596) admirális, tengerész, navigátor, felfedező és kalóz, politikus
50. John Wesley (1703–1791) anglikán lelkész, a metodista ébredési mozgalom (protestáns) megalapítója Angliában
51. Artúr legendás briton király
52. Florence Nightingale (1820–1910) ápolónő, a modern nővérképzés úttörő alakja, a viktoriánus korban a női választójogért harcoló polgári mozgalom jeles képviselője
53. Thomas Edward Lawrence  (1888–1935) katona, régész, író és kalandor, a Brit Birodalom alezredese
54. Robert Falcon Scott  (1868–1912) tiszt, sarkkutató
55. Enoch Powell (1912–1998) politikus
56. Sir Cliff Richard (1940–) énekes, színész és üzletember
57. Alexander Graham Bell (1847–1922)  fiziológus, a telefon feltalálója, a süketnéma oktatási rendszer kidolgozója, a National Geographic Society alapító tagja
58. Freddie Mercury (1946–1991) indiai származású énekes, zenész, a Queen frontembere
59. Julie Andrews (1935–)  színésznő, énekesnő A Brit Birodalom Lovagja (DBE) cím birtokosa
60. Sir Edward Elgar (1857–1934) zeneszerző
61. Bowes-Lyon Erzsébet brit királyné (1900–2002)  VI. György brit király felesége, II. Erzsébet brit királynő édesanyja
62. George Harrison (1943–2001) zeneszerző, zenész, producer, a The Beatles tagja
63. Sir David Attenborough (1926–) természettudós, dokumentumfilmes, az ismeretterjesztő televíziós műsorok egyik úttörője
64. James Connolly (1868–1916), az 1916-os húsvéti felkelés vezetője
65. George Stephenson (1781–1848) mérnök, a gőzmozdonyos vontatás tökéletesítője
66. Sir Charlie Chaplin (1889–1977)  filmrendező, forgatókönyvíró, színész, zeneszerző, vágó, filmproducer
67. Tony Blair (1953–), az Egyesült Királyság volt miniszterelnöke
68. William Caxton (1415/1422 körül–1491/1492) az első angol nyomdász
69. Bobby Moore (1941–1993) labdarúgó, az 1966-os világbajnok angolok csapatkapitánya
70. Jane Austen (1775–1817) regényíró
71. William Booth (1829–1912), az Üdvhadsereg alapítója
72. V. Henrik angol király (1387–1422)
73. Aleister Crowley (1875–1947)  okkultista, író, hegymászó, költő, és jógi
74. I. Róbert skót király (1274–1329)
75. J. R. R. Tolkien (1892–1973) filológus, író, költő, A Gyűrűk Ura szerzője
76. Az ismeretlen harcos, az első világháború katonája
77. Robbie Williams (1974–) énekes, dalszerző és producer
78. Edward Jenner (1749–1823) sebész, a himlőoltás feltalálója
79. David Lloyd George (1863–1945) államférfi, liberális párti miniszterelnök
80. Charles Babbage (1791–1871) matematikus és korai számítógéptudós, az első személy, aki előállt a programozható számítógép ötletével
81. Geoffrey Chaucer (1343 körül–1400) az első angol nyelven alkotó költő, filozófus, bürokrata, diplomata
82. III. Richárd angol király (1452–1485)
83. Bob Geldof (1951–)  énekes, zeneszerző, színész, politikai aktivista
84. James Watt (1736–1819) feltaláló és mérnök, aki a gőzgép fejlesztésével lényegesen hozzájárult az ipari forradalomhoz
85. Sir Richard Branson (1950–) bizniszmágnás
86. Bono (1960–) rockénekes, zeneszerző, gitáros, szövegíró
87. John Lydon (1956–) énekes, dalszerző, médiaszemélyiség
88. Bernard Montgomery (1887–1976) marsall, katonai parancsnok
89. Donald Campbell  (1921–1967), gyorsasági világrekordok felállítója az 1950-es és 1960-as években
90. II. Henrik angol király (1133–1189)
91. James Clerk Maxwell (1831–1879) fizikus, matematikus
92. J. K. Rowling írónő, a Harry Potter-sorozat szerzője
93. Sir Walter Raleigh (1552–1618) író, költő, udvaronc és felfedező
94. I. Eduárd angol király (1239–1307)
95. Barnes Wallis  (1887–1979) tudós, mérnök, feltaláló, repülési technikus
96. Richard Burton (1925–1984) színész, rendező, producer
97. Tony Benn (1925–) politikus
98. David Livingstone  (1813–1873), Közép-Afrika-kutató
99. Tim Berners-Lee (1955–) a világháló fejlesztője
100. Marie Stopes (1880–1958) író, paleobotanikus

## Fordítás
- Ez a szócikk részben vagy egészben  a(z)   100 Greatest Britons című angol Wikipédia-szócikk fordításán alapul.  Az eredeti cikk szerkesztőit annak laptörténete sorolja fel. Ez a jelzés csupán a megfogalmazás eredetét és a szerzői jogokat jelzi, nem szolgál a cikkben szereplő információk forrásmegjelöléseként.